# Trevorvano Mackey
Trevorvano Mackey, född 5 januari 1992, är en friidrottare från Bahamas. Han deltog vid olympiska sommarspelen 2012.